# Caesalpinia anacantha
Caesalpinia anacantha là một loài thực vật có hoa trong họ Đậu. Loài này được Urb. miêu tả khoa học đầu tiên.